# Makilawa
Makilawa ist ein Verwaltungsbezirk (englisch Ward) des Distrikts Ikungi in der tansanischen Region Singida.

## Geografie
Makilawa ist ein Bezirk im nördlichen Zentralteil von Tansania etwa 40 Kilometer Luftlinie südwestlich der Regionshauptstadt Singida. Bei der Volkszählung 2022 lebten 16.605 Menschen in 2245 Haushalten auf einer Fläche von 400 Quadratkilometern.
Der Bezirk grenzt an sechs Bezirke des Distrikts Ikungi:
| Ighombwe | Minyughe                                    |           |
|          | Kompassrose, die auf Nachbargemeinden zeigt | Ihanja    |
| Iyumbu   | Iglansoni                                   | Muhintiri |

## Gliederung
Der Bezirk besteht aus drei Gemeinden (swahili Mtaa) mit 13 Orten (Kitongoji):
| Makilawa - Makilawa - Mtamba - Darajani | Mtavira - Mtavira - Ituru - Magweghanaa - Mpembu - Magwegana B - Manyu - Kazizi | Mteva - Kinyghenge - Kasela - Songambele |

## Infrastruktur
- Gesundheit: In der Gemeinde Makilawa befindet sich eine staatliche Apotheke,[8] in Mtavira eine private Entbindungsstation.[9]
- Verkehr: Im Jahr 2024 wurde die zerstörte Brücke zwischen Minyughe und Makilawa durch eine neue 30 Meter lange Stahlbrücke ersetzt.[10]